# Acanthodica splendens
Acanthodica splendens là một loài bướm đêm thuộc họ Noctuidae. Loài này có ở Panama và Ecuador.